# Los del Río
I Los del Río (in spagnolo "quelli del fiume") sono un duo spagnolo di musica pop latina.

## Carriera
Composto da Antonio Romero Monge e Rafael Ruiz, nati nel 1948, entrambi originari di Dos Hermanas, comune spagnolo nella provincia di Siviglia, il principale successo del gruppo è stato il singolo Macarena, pubblicato nel 1993.

## Discografia

### Album
- 1993 - A mí me gusta
- 1994 - Calentito
- 1995 - Macarena Non Stop
- 1996 - Colores
- 1997 - Fiesta Macarena
- 1999 - Baila
- 2003 - Río de sevillanas
- 2004 - P'alante
- 2008 - Quinceanera Macarena
- 2011 - Retrato a Sevilla
- 2012 - Vámonos que nos vamos